# Jaume Compte
Jaume Compte i Canellas (Castellón de Ampurias, Gerona 1889 – Barcelona, 1934) fue un político español. Participó en el intento de magnicidio del rey Alfonso XIII conocido como complot de Garraf.
En su juventud militó en el Centre Autonomista de Dependents del Comerç i de la Indústria (CADCI). Miembro fundador del partido político Estat Català, será uno de los fundadores, en 1925, de La Bandera Negra, grupo terrorista vinculado a Estat Català encargado de llevar a cabo atentados contra distintos sectores sociales, políticos y representativos catalanes y del resto de España, en esta banda también estaban integrados como miembros Miquel Badia, Daniel Cardona, Marcelino Perelló, Ramon Xammar, Emili Granier, Jaume Julià y Jaume Balius. 
A finales de mayo de 1925 participó en el atentado terrorista contra el rey Alfonso XIII y su familia cuando, de vuelta desde Barcelona a Madrid, pasaba en tren por el túnel de Garraf. El atentado resultó fallido. Una vez detenido y juzgado por un tribunal militar fue condenado a muerte, pena que sería conmutada por la de cadena perpetua.

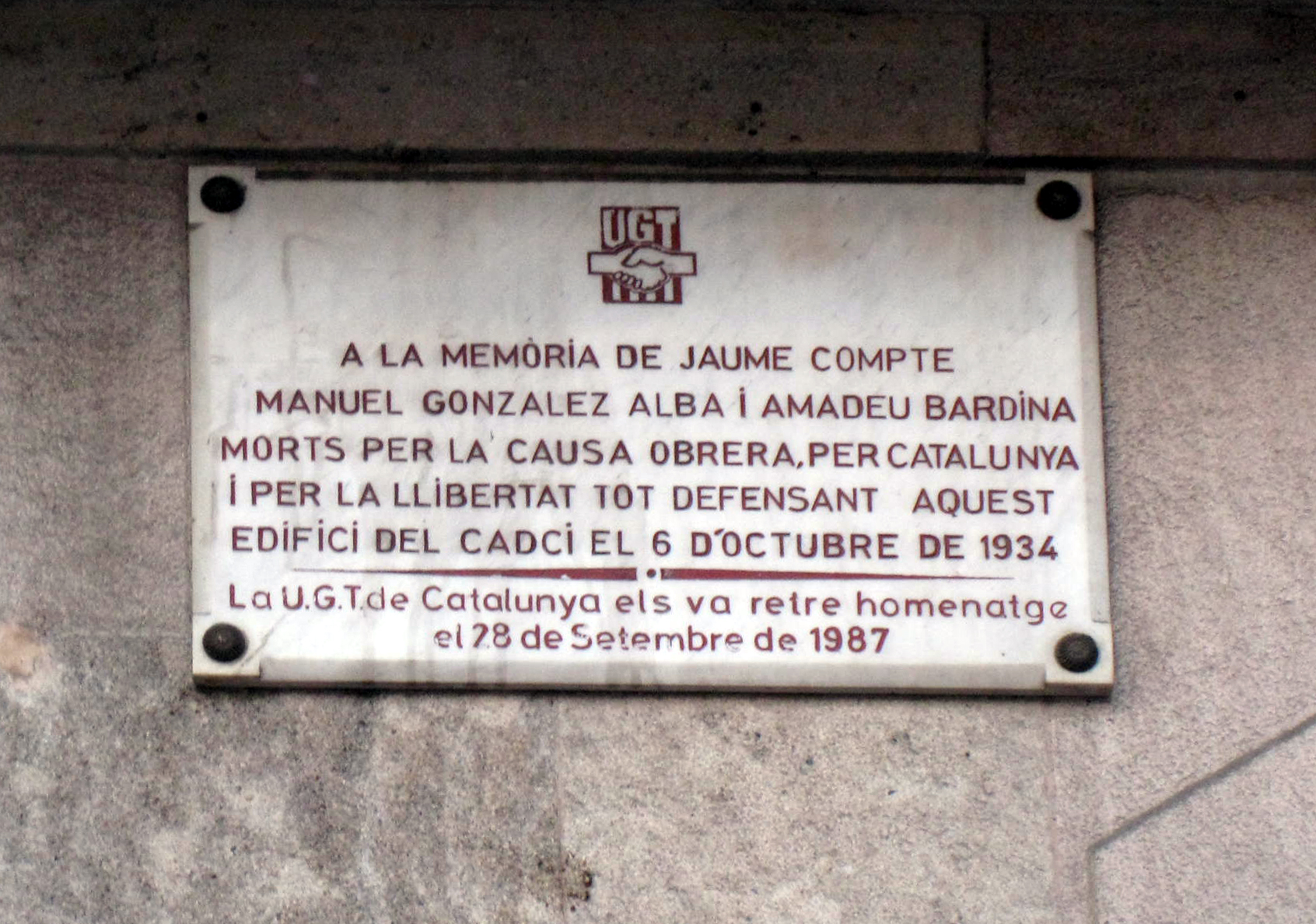
Placa en homenaje a Jaume Comte y otros en el edificio donde murieron.

Con la caída la Dictadura de Primo de Rivera en 1930 y la proclamación de la Segunda República Española en 1931 fue indultado, y dirigió las guerrillas de defensa de la República Catalana que proclamó Francesc Macià el mismo 14 de abril. Decepcionado por la disolución de la proclamación unilateral de la República Catalana, no quiso aceptar la Consejería de Trabajo que le ofreció Maciá, y más tarde tampoco aceptó la integración del partido político Estat Català en la recién constituida Esquerra Republicana de Catalunya. Llegados a este punto, Compte adoptará unos postulados socialistas, revolucionarios e independentistas, y fundó un nuevo partido denominado Estat Català-Força Separatista d'Extrema Esquerra (Estado Catalán-Fuerza Separatista de Extrema Izquierda). 
El 6 de octubre de 1934, cuando Lluís Companys proclamó nuevamente la República Catalana dentro de la Federación Española, Compte se atrincheró en los locales de la CADCI (en la Rambla Santa Mònica de Barcelona), entidad dirigida por miembros de su partido. Poco después las tropas atacaron con artillería la sede y Jaume Compte murió, junto con Manuel González Alba y Amadeu Bardina. 